# Parrocchie della diocesi di Verona
Le parrocchie della diocesi di Verona sono 378, suddivise in 14 vicariati. A sua volta ogni vicariato, ad esclusione di quello di Verona Centro, è composto da due o più unità pastorali per un totale complessivo di 44 UP. Le parrocchie sono distribuite in comuni e frazioni appartenenti alle provincie di Verona (353), Brescia (24) e Rovigo (1).
Le parrocchie sono passate nel 2022 da 380 a 378 con la soppressione della parrocchia di San Bernardino (Vicariato Verona centro) assorbita nella parrocchia di San Zeno Maggiore e della parrocchia di San Matteo apostolo (Vicariato Verona sud) assorbita nella parrocchia di Gesù Divino Lavoratore su decisione canonica del Vescovo di Verona, ratificate a livello giuridico in Gazzetta Ufficiale in data 1 settembre 2022.

## Vicariati

### Vicariato di Verona Centro
Comprende le 22 parrocchie dei comuni del centro storico di Verona. Il Vicariato del Centro Storico si caratterizza in alcune Collaborazioni Pastorali:
- Cattedrale, Filippini, S. Anastasia, S. Fermo
- S. Eufemia, S. Nicolò, SS. Apostoli, S. Luca, SS. Trinità, Tempio Votivo
- S. Zeno, S. Francesco, S. Pietro Apostolo
- S. Giovanni in Valle, S. Maria in Organo, S. Tomaso, S. Nazaro e Celso, S. Paolo in Campo Marzio
- S. Benedetto, S. Giorgio in Braida, S. Mattia, S. Stefano.

La popolazione del territorio ammonta a 46.442 unità.
| Parrocchia                          | Patrono                                | Comune | Frazione/Quartiere | Popolazione | Web   |
| ----------------------------------- | -------------------------------------- | ------ | ------------------ | ----------- | ----- |
| Cattedrale                          | Santa Maria Assunta                    | Verona | Città antica       | 1.150       | [ 3 ] |
| San Benedetto in Valdonega          | San Benedetto abate                    | Verona | Valdonega          | 1.600       |       |
| San Fermo Maggiore                  | Santi Fermo e Rustico martiri          | Verona | Città antica       | 900         |       |
| San Fermo Minore ai Filippini       | Santi Fermo e Rustico martiri          | Verona | Città antica       | 985         | [ 4 ] |
| San Francesco d'Assisi              | San Francesco d'Assisi                 | Verona | Borgo Trento       | 2.515       |       |
| San Giorgio in Braida               | San Giorgio martire                    | Verona | Veronetta          | 4.500       | [ 5 ] |
| San Giovanni in Valle               | San Giovanni Battista                  | Verona | Veronetta          | 800         |       |
| San Luca evangelista                | San Luca evangelista                   | Verona | Cittadella         | 3.640       |       |
| San Mattia                          | San Mattia apostolo                    | Verona | Valdonega          | 350         | [ 6 ] |
| San Nicolò all'Arena                | San Nicolò vescovo                     | Verona | Città antica       | 1.220       |       |
| San Paolo Campo Marzio              | Conversione di San Paolo               | Verona | Veronetta          | 2.679       |       |
| San Pietro apostolo                 | San Pietro apostolo                    | Verona | Borgo Trento       | 4.500       |       |
| San Tomaso Cantuariense             | San Tommaso Becket vescovo e martire   | Verona | Veronetta          | 1.024       |       |
| San Zeno maggiore                   | San Zeno vescovo                       | Verona | San Zeno           | 4.540       | [ 7 ] |
| Sant'Anastasia                      | San Pietro da Verona in Sant'Anastasia | Verona | Città antica       | 1.340       |       |
| Sant'Eufemia                        | Sant'Eufemia vergine e martire         | Verona | Città antica       | 2.400       | [ 8 ] |
| Santa Maria in Organo               | Santa Maria Assunta                    | Verona | Veronetta          | 1.200       |       |
| Santi Apostoli                      | Santi Apostoli                         | Verona | Città antica       | 1.300       |       |
| Santi Nazaro e Celso                | Santi Nazaro e Celso martiri           | Verona | Veronetta          | 3.253       |       |
| Santissima Trinità in Monte Oliveto | Santissima Trinità                     | Verona | Cittadella         | 2.600       |       |
| Santo Stefano                       | Santo Stefano protomartire             | Verona | Veronetta          | 2.090       |       |
| Tempio votivo                       | Cuore Immacolato di Maria              | Verona | Borgo Milano       | 2.261       | [ 9 ] |

### Vicariato di Bovolone-Cerea
Comprende le 23 parrocchie dei comuni di Bovolone, Casaleone, Cerea, Concamarise, Isola Rizza, Oppeano, Salizzole, Sanguinetto e delle frazioni Bonavicina e Borgo Bonavicina di San Pietro di Morubio. È composto di tre unità pastorali:
1. BOVOLONE
2. OPPEANO
3. CEREA - UP S. TERESA DI LISIEUX.

La popolazione del territorio ammonta a 62.084 unità.
| Parrocchia            | Patrono                                        | UP | Comune                         | Frazione/Quartiere    | Popolazione | Web    |
| --------------------- | ---------------------------------------------- | -- | ------------------------------ | --------------------- | ----------- | ------ |
| Aselogna              | Santa Maria Bambina                            | 3  | Cerea                          | Aselogna              | 542         | [ 10 ] |
| Asparetto             | San Nicolò vescovo                             | 3  | Cerea                          | Asparetto             | 2.000       | [ 11 ] |
| Bionde                | Santa Caterina vergine e martire               | 1  | Salizzole                      | Bionde                | 1.005       | [ 12 ] |
| Bonavicina            | Santi Filippo e Giacomo apostoli               | 1  | San Pietro di Morubio          | Bonavicina            | 1.600       |        |
| Borgo Bonavicina      | Santa Caterina vergine e martire               | 1  | San Pietro di Morubio          | Borgo Bonavicina      | 373         |        |
| Bovolone              | San Giuseppe                                   | 1  | Bovolone                       | centro                | 15.874      | [ 13 ] |
| Ca' degli Oppi        | Maria Immacolata e San Girolamo dottore        | 2  | Oppeano                        | Ca' degli Oppi        | 1.683       |        |
| Casaleone             | San Biagio vescovo e martire                   | 3  | Casaleone                      | centro                | 4.654       | [ 14 ] |
| Cerea                 | San Zeno vescovo in Santa Maria Assunta        | 3  | Cerea                          | centro                | 8.000       | [ 10 ] |
| Cherubine             | Beata Maria Vergine del Rosario                | 3  | Cerea                          | Cherubine             | 2.175       |        |
| Concamarise           | San Lorenzo martire in Beata Vergine Regina    | 3  | Concamarise                    | centro                | 1.200       | [ 15 ] |
| Engazzà               | Santa Maria Assunta                            | 1  | Salizzole                      | Engazzà               | 650         | [ 12 ] |
| Isola Rizza           | Santi Pietro e Paolo apostoli                  | 2  | Isola Rizza                    | centro                | 3.168       | [ 16 ] |
| Mazzantica            | Natività di Maria                              | 2  | Oppeano                        | Mazzantica            | 294         |        |
| Oppeano               | Santa Maria Addolorata e San Giovanni Battista | 2  | Oppeano                        | centro                | 3.207       | [ 17 ] |
| Salizzole             | San Martino vescovo                            | 1  | Salizzole                      | centro                | 1.950       | [ 12 ] |
| San Vito di Cerea     | San Vito martire                               | 3  | Cerea                          | San Vito              | 3.600       |        |
| Sanguinetto           | San Giorgio martire                            | 3  | Sanguinetto                    | centro                | 3.720       | [ 18 ] |
| Santa Teresa in Valle | Santa Teresa del Bambin Gesù                   | 3  | Cerea                          | Santa Teresa in Valle | 114         |        |
| Sustinenza            | San Giacomo maggiore apostolo                  | 3  | Casaleone                      | Sustinenza            | 1.333       | [ 14 ] |
| Vallese               | San Giacomo maggiore apostolo e Sant’Anna      | 2  | Oppeano                        | Vallese               | 3.400       |        |
| Venera                | Santa Maria Regina                             | 3  | Casaleone, Cerea e Sanguinetto | Venera                | 1.060       | [ 14 ] |
| Villafontana          | Sant'Agostino vescovo e dottore                | 2  | Bovolone e Oppeano             | Villafontana          | 1.460       |        |

### Vicariato di Bussolengo
Comprende le 16 parrocchie dei comuni di Bussolengo, Pastrengo, Pescantina, Sommacampagna e Sona e della frazione Corno di Verona. È composto di tre unità pastorali: 
1. PESCANTINA
2. BUSSOLENGO
3. LUGAGNANO, SOMMACAMPAGNA, SONA.

La popolazione del territorio ammonta a 69.499 unità.
| Parrocchia                   | Patrono                                                | UP | Comune              | Frazione/Quartiere          | Popolazione | Web    |
| ---------------------------- | ------------------------------------------------------ | -- | ------------------- | --------------------------- | ----------- | ------ |
| Balconi                      | San Pietro da Verona martire                           | 1  | Pescantina          | Balconi                     | 2.797       | [ 19 ] |
| Bussolengo                   | Santa Maria Maggiore                                   | 2  | Bussolengo          | centro                      | 11.000      | [ 20 ] |
| Caselle di Sommacampagna     | Santissimo Redentore                                   | 3  | Sommacampagna       | Caselle                     | 5.094       | [ 21 ] |
| Corno-San Vito               | San Giovanni Battista                                  | 2  | Verona e Bussolengo | Corno e San Vito al Mantico | 1.800       | [ 22 ] |
| Custoza                      | San Pietro apostolo                                    | 3  | Sommacampagna       | Custoza                     | 1.180       |        |
| Cristo Risorto di Bussolengo | Cristo Risorto                                         | 2  | Bussolengo          | sud                         | 6.000       | [ 23 ] |
| Lugagnano                    | Sant'Anna                                              | 3  | Sona                | Lugagnano                   | 8.000       | [ 24 ] |
| Palazzolo                    | San Giacomo maggiore apostolo e Santa Giustina martire | 3  | Sona                | Palazzolo                   | 2.930       |        |
| Pastrengo                    | Esaltazione della Santa Croce                          | 2  | Pastrengo           | centro                      | 1.661       | [ 25 ] |
| Pescantina                   | San Lorenzo martire                                    | 1  | Pescantina          | centro                      | 9.000       | [ 26 ] |
| Piovezzano                   | San Zeno vescovo                                       | 2  | Pastrengo           | Piovezzano                  | 1.050       | [ 25 ] |
| San Giorgio in Salici        | San Giorgio martire                                    | 3  | Sona                | San Giorgio in Salici       | 1.950       |        |
| Santa Lucia di Pescantina    | Santa Lucia vergine e martire                          | 1  | Pescantina          | Santa Lucia                 | 500         |        |
| Settimo                      | Sant'Antonio abate                                     | 1  | Pescantina          | Settimo                     | 2.562       |        |
| Sommacampagna                | Sant'Andrea apostolo                                   | 3  | Sommacampagna       | centro                      | 8.545       |        |
| Sona                         | San Salvatore                                          | 3  | Sona                | centro                      | 3.310       | [ 27 ] |

### Vicariato dell'Est Veronese
Comprende le 59 parrocchie dei comuni di Albaredo d'Adige, Badia Calavena, Belfiore, Caldiero, Cazzano di Tramigna, Colognola ai Colli, Illasi, Lavagno, Mezzane di Sotto, Monteforte d'Alpone, Palù, Ronco all'Adige, San Martino Buon Albergo, Selva di Progno, Soave, Tregnago, Vestenanova e Zevio e della frazione Miega di Veronella, e non vi sono comprese le parrocchie della frazione di Santissima Trinità di Badia Calavena nel (vic. Valpantena-Lessinia) e delle frazioni Brognoligo e Costalunga di Monteforte d'Alpone (diocesi di Vicenza). È composto di sei unità pastorali: 
1. VESTENE, ILLASI, TREGNAGO
2. SAN MARTINO
3. PIEVE
4. SOAVE, MONTEFORTE
5. ALBAREDO, RONCO
6. ZEVIO.

La popolazione del territorio ammonta a 99.678 unità.
| Parrocchia                                 | Patrono                                            | UP | Comune                        | Frazione/Quartiere            | Popolazione | Web           |
| ------------------------------------------ | -------------------------------------------------- | -- | ----------------------------- | ----------------------------- | ----------- | ------------- |
| Albaredo                                   | Santa Maria Assunta                                | 5  | Albaredo d'Adige              | centro                        | 3.220       | [ 28 ]        |
| Albaro                                     | Sant'Andrea apostolo e Santa Sofia vedova          | 5  | Ronco all'Adige               | Albaro                        | 1.300       | [ 28 ]        |
| Badia Calavena                             | Santi Vito, Modesto e Crescenzia martiri           | 1  | Badia Calavena                | centro                        | 1.550       | [ 29 ]        |
| Belfiore                                   | Natività di Nostro Signore Gesù Cristo             | 3  | Belfiore                      | centro                        | 2.850       | [ 30 ] [ 31 ] |
| Bolca                                      | San Giovanni Battista                              | 1  | Vestenanova                   | Bolca                         | 521         |               |
| Bosco di Zevio                             | Santissimo Nome di Maria                           | 6  | Zevio                         | Bosco                         | 303         | [ 32 ]        |
| Caldierino                                 | San Lorenzo martire                                | 3  | Caldiero                      | Caldierino                    | 960         | [ 31 ]        |
| Caldiero                                   | Santi Pietro e Mattia apostoli                     | 3  | Caldiero                      | centro                        | 4.300       | [ 33 ] [ 31 ] |
| Campiano                                   | San Bernardo abate                                 | 4  | Cazzano di Tramigna           | Campiano                      | 130         |               |
| Campofontana                               | San Giorgio martire                                | 1  | Selva di Progno               | Campofontana                  | 116         |               |
| Castagnè                                   | Sant’Ulderico vescovo                              | 2  | Mezzane di Sotto              | Castagnè                      | 450         |               |
| Castelcerino                               | Santa Maria Maddalena                              | 4  | Soave                         | Castelcerino                  | 193         | [ 34 ]        |
| Castelletto di Soave                       | Sacro Cuore di Maria e San Girolamo dottore        | 4  | Soave                         | Castelletto                   | 469         | [ 34 ]        |
| Castelvero                                 | San Salvatore e San Biagio vescovo e martire       | 1  | Vestenanova                   | Castelvero                    | 297         |               |
| Cazzano di Tramigna                        | San Giorgio martire                                | 4  | Cazzano di Tramigna           | centro                        | 1.100       |               |
| Cellore                                    | San Zeno vescovo                                   | 1  | Illasi                        | Cellore                       | 1.503       | [ 35 ]        |
| Centro                                     | Santi Ermagora e Fortunato protomartiri            | 1  | Tregnago                      | Centro                        | 170         |               |
| Cogollo                                    | San Biagio vescovo e martire                       | 1  | Tregnago                      | Cogollo                       | 691         |               |
| Colognola ai Colli                         | Santi Fermo e Rustico martiri                      | 3  | Colognola ai Colli            | centro                        | 1.700       | [ 36 ] [ 31 ] |
| Coriano                                    | Santi Filippo e Giacomo apostoli                   | 5  | Albaredo d'Adige              | Coriano                       | 720         | [ 28 ]        |
| Costeggiola                                | Sant'Antonio abate                                 | 4  | Soave e Cazzano di Tramigna   | Costeggiola                   | 729         | [ 34 ]        |
| Cristo Risorto di San Martino Buon Albergo | Cristo Risorto                                     | 2  | San Martino Buon Albergo      | Borgo della Vittoria          | 5.600       | [ 37 ]        |
| Ferrazze                                   | Santa Maria della Neve                             | 2  | San Martino Buon Albergo      | Ferrazze                      | 542         | [ 37 ]        |
| Fittà                                      | San Vincenzo Ferreri                               | 4  | Soave                         | Fittà                         | 187         | [ 34 ]        |
| Giazza                                     | San Giacomo maggiore apostolo                      | 1  | Selva di Progno               | Giazza                        | 133         |               |
| Illasi                                     | San Giorgio martire                                | 1  | Illasi                        | centro                        | 4.055       | [ 35 ]        |
| Mambrotta                                  | San Girolamo dottore                               | 2  | San Martino Buon Albergo      | Mambrotta                     | 612         | [ 37 ]        |
| Marcellise                                 | Cattedra di San Pietro                             | 2  | San Martino Buon Albergo      | Marcellise                    | 920         | [ 37 ]        |
| Mezzane di Sopra                           | Santi Fermo e Rustico martiri                      | 2  | Mezzane di Sotto              | Mezzane di Sopra              | 150         |               |
| Mezzane di Sotto                           | Santa Maria Assunta                                | 2  | Mezzane di Sotto              | centro                        | 910         |               |
| Michellorie                                | Santa Maria della Salute                           | 5  | Albaredo d'Adige              | Michellorie                   | 403         | [ 28 ]        |
| Miega                                      | Sant'Antonio abate                                 | 5  | Veronella                     | Miega                         | 251         | [ 28 ]        |
| Monteforte                                 | Santa Maria Maggiore                               | 4  | Monteforte d'Alpone           | centro                        | 5.975       | [ 38 ]        |
| Palù                                       | San Zenone vescovo                                 | 6  | Palù                          | centro                        | 1.145       | [ 32 ]        |
| Perzacco                                   | San Bartolomeo apostolo                            | 6  | Zevio                         | Perzacco                      | 1.130       | [ 32 ]        |
| Pieve di Colognola                         | Annunciazione di Maria Vergine                     | 3  | Colognola ai Colli            | Pieve                         | 1.420       | [ 39 ] [ 31 ] |
| Presina                                    | Visitazione di Maria Santissima                    | 5  | Albaredo d'Adige              | Presina                       | 483         | [ 28 ]        |
| Ronco                                      | Natività di Maria                                  | 5  | Ronco all'Adige               | centro                        | 2.570       | [ 28 ]        |
| San Bartolomeo delle Montagne              | San Bartolomeo apostolo                            | 1  | Selva di Progno               | San Bartolomeo delle Montagne | 347         |               |
| San Briccio                                | San Briccio vescovo                                | 2  | Lavagno                       | San Briccio                   | 808         | [ 40 ]        |
| San Martino Buon Albergo - Duomo           | San Martino vescovo                                | 2  | San Martino Buon Albergo      | centro                        | 5.500       | [ 37 ]        |
| San Pietro di Lavagno                      | San Pietro apostolo                                | 2  | Lavagno                       | San Pietro                    | 4.020       | [ 40 ]        |
| San Valentino                              | San Valentino martire                              | 1  | Badia Calavena                | San Valentino                 | 160         | [ 29 ]        |
| San Vittore                                | Santi Vittore e Corona martiri                     | 4  | Colognola ai Colli            | San Vittore                   | 768         | [ 34 ]        |
| San Zeno di Colognola                      | San Zeno vescovo                                   | 3  | Colognola ai Colli            | San Zeno                      | 850         | [ 31 ]        |
| Sant'Andrea di Badia Calavena              | Maria Addolorata e Santi Andrea e Barnaba apostoli | 1  | Badia Calavena                | Sant'Andrea                   | 318         | [ 29 ]        |
| Santa Maria di Zevio                       | Natività della Beata Vergine Maria                 | 6  | Zevio                         | Santa Maria                   | 2.184       | [ 32 ]        |
| Scardevara                                 | Santi Filippo e Giacomo apostoli                   | 5  | Ronco all'Adige               | Scardevara                    | 834         | [ 28 ]        |
| Selva di Progno                            | Santa Maria Assunta                                | 1  | Selva di Progno               | centro                        | 302         |               |
| Soave                                      | San Lorenzo martire                                | 4  | Soave                         | centro                        | 5.649       | [ 34 ]        |
| Sprea                                      | San Rocco                                          | 1  | Badia Calavena                | Sprea                         | 82          |               |
| Strà                                       | Maria Immacolata                                   | 3  | Colognola ai Colli e Caldiero | Stra'                         | 5.000       | [ 41 ] [ 31 ] |
| Tombazosana                                | Sant'Ambrogio vescovo e dottore                    | 5  | Ronco all'Adige               | Tombazosana                   | 830         | [ 28 ]        |
| Tregnago                                   | Santa Maria Assunta                                | 1  | Tregnago                      | centro                        | 3.472       |               |
| Vago                                       | San Francesco d'Assisi                             | 2  | Lavagno e Caldiero            | Vago                          | 2.960       | [ 42 ]        |
| Vestenanova                                | San Leonardo abate                                 | 1  | Vestenanova                   | centro                        | 1.272       |               |
| Vestenavecchia                             | San Zenone vescovo e Sant’Urbano I papa            | 1  | Vestenanova                   | Vestenavecchia                | 346         |               |
| Volon                                      | Santissima Trinità e Madonna del Rosario           | 6  | Zevio                         | Volon                         | 623         | [ 32 ]        |
| Zevio                                      | San Pietro apostolo                                | 6  | Zevio                         | centro                        | 6.880       | [ 32 ]        |

### Vicariato di Isola della Scala-Nogara
Comprende le 19 parrocchie dei comuni di Erbè, Gazzo Veronese, Isola della Scala, Nogara, Sorgà e Trevenzuolo. È composto da due unità pastorali: 
1. ISOLA DELLA SCALA
2. NOGARA - UP S. TERESA DI CALCUTTA.

La popolazione del territorio ammonta a 32.318 unità.
| Parrocchia          | Patrono                                         | UP | Comune            | Frazione/Quartiere  | Popolazione | Web    |
| ------------------- | ----------------------------------------------- | -- | ----------------- | ------------------- | ----------- | ------ |
| Bonferraro          | Santa Maria e San Giuseppe                      | 2  | Sorgà             | Bonferraro          | 1.492       | [ 43 ] |
| Campalano-Caselle   | San Gregorio Magno papa                         | 2  | Nogara            | Campalano e Caselle | 1.804       |        |
| Caselle di Isola    | Maria Immacolata                                | 1  | Isola della Scala | Caselle             | 343         |        |
| Correzzo            | San Giovanni Battista                           | 2  | Gazzo Veronese    | Correzzo            | 1.480       |        |
| Erbè                | San Giovanni Battista                           | 1  | Erbè              | centro              | 1.595       |        |
| Fagnano             | Santo Nome di Maria Vergine                     | 1  | Trevenzuolo       | Fagnano             | 459         | [ 44 ] |
| Gazzo               | Santa Maria Maggiore                            | 2  | Gazzo Veronese    | centro              | 865         |        |
| Isola della Scala   | Santo Stefano protomartire                      | 1  | Isola della Scala | centro              | 8.930       | [ 45 ] |
| Maccacari           | Santi Fabiano papa e Sebastiano martiri         | 2  | Gazzo Veronese    | Maccacari           | 1.820       |        |
| Nogara              | San Pietro apostolo e Cuore Immacolato di Maria | 2  | Nogara            | centro              | 7.000       |        |
| Pampuro             | Santi Filippo e Giacomo apostoli                | 2  | Sorgà             | Pampuro             | 225         | [ 43 ] |
| Pellegrina          | San Pellegrino vescovo e martire                | 1  | Isola della Scala | Pellegrina          | 995         | [ 45 ] |
| Pontepossero        | Tutti i Santi                                   | 1  | Sorgà             | Pontepossero        | 450         |        |
| Roncanova           | Santi Filippo e Giacomo apostoli                | 2  | Gazzo Veronese    | Roncanova           | 752         |        |
| Roncolevà           | San Zeno vescovo                                | 1  | Trevenzuolo       | Roncolevà           | 645         | [ 44 ] |
| San Pietro in Valle | San Pietro apostolo                             | 2  | Gazzo Veronese    | San Pietro in Valle | 600         |        |
| Sorgà               | Natività di Maria                               | 1  | Sorgà             | centro              | 708         |        |
| Tarmassia           | San Giorgio martire                             | 1  | Isola della Scala | Tarmassia           | 1.007       |        |
| Trevenzuolo         | Santa Maria Maddalena                           | 1  | Trevenzuolo       | centro              | 1.164       | [ 44 ] |

### Vicariato del Lago Bresciano
Comprende le 24 parrocchie dei comuni di Desenzano del Garda, Lonato del Garda, Manerba del Garda, Moniga del Garda, Padenghe sul Garda, Polpenazze del Garda, Pozzolengo, Puegnago del Garda, San Felice del Benaco, Sirmione e Soiano del Lago; non vi appartiene la parrocchia della frazione Esenta di Lonato del Garda (diocesi di Brescia). È composto di quattro unità pastorali: 
1. VALTENESI - UP S. MARIA ASSUNTA VALTENESI
2. DESENZANO
3. SIRMIONE
4. LONATO - UP SAN PAOLO VI.

La popolazione del territorio ammonta a 70.231 unità.
| Parrocchia                  | Patrono                                     | UP | Comune                                 | Frazione/Quartiere          | Popolazione | Web    |
| --------------------------- | ------------------------------------------- | -- | -------------------------------------- | --------------------------- | ----------- | ------ |
| Campagna di Lonato          | Beata Maria Vergine del Rosario             | 4  | Lonato del Garda                       | Campagna                    | 1.000       | [ 46 ] |
| Centenaro                   | Beata Maria Vergine del Rosario             | 4  | Lonato del Garda e Desenzano del Garda | Centenaro                   | 1.562       | [ 47 ] |
| Colombare di Sirmione       | San Francesco d'Assisi                      | 3  | Sirmione                               | Colombare                   | 3.100       |        |
| Desenzano - Duomo           | Santa Maria Maddalena                       | 2  | Desenzano del Garda                    | centro                      | 4.680       | [ 48 ] |
| Lonato                      | Natività di San Giovanni Battista           | 4  | Lonato del Garda                       | centro                      | 9.521       | [ 46 ] |
| Lugana                      | Santa Maria Immacolata                      | 3  | Sirmione                               | Lugana                      | 3.100       |        |
| Maguzzano                   | Santa Maria Assunta                         | 4  | Lonato del Garda                       | Maguzzano                   | 650         |        |
| Manerba                     | Santa Maria Assunta                         | 1  | Manerba del Garda                      | Solarolo                    | 5.007       | [ 49 ] |
| Moniga                      | San Martino vescovo                         | 1  | Moniga del Garda                       | centro                      | 1.400       | [ 50 ] |
| Padenghe                    | Santa Maria Assunta e Sant’Emiliano vescovo | 1  | Padenghe sul Garda                     | centro                      | 3.000       |        |
| Polpenazze                  | San Pietro apostolo                         | 1  | Polpenazze del Garda                   | centro                      | 2.707       |        |
| Portese                     | San Giovanni Battista                       | 1  | San Felice del Benaco                  | Portese                     | 900         |        |
| Pozzolengo                  | San Lorenzo martire                         | 3  | Pozzolengo                             | centro                      | 3.410       | [ 51 ] |
| Puegnago                    | San Michele arcangelo                       | 1  | Puegnago del Garda                     | Castello                    | 1.900       |        |
| Raffa                       | Santa Maria della Neve                      | 1  | Puegnago del Garda                     | Raffa                       | 1.400       |        |
| Rivoltella                  | San Biagio vescovo e martire                | 2  | Desenzano del Garda                    | Rivoltella del Garda        | 9.000       | [ 52 ] |
| San Felice del Benaco       | Santi Felice e Adauto martiri               | 1  | San Felice del Benaco                  | centro                      | 1.500       |        |
| San Giuseppe Lavoratore     | San Giuseppe lavoratore                     | 2  | Desenzano del Garda                    | ovest                       | 4.000       | [ 53 ] |
| San Martino della Battaglia | San Martino vescovo                         | 3  | Desenzano del Garda                    | San Martino della Battaglia | 1.920       | [ 54 ] |
| San Zeno in Desenzano       | San Zeno vescovo                            | 2  | Desenzano del Garda                    | Rivoltella del Garda        | 4.040       |        |
| Sant'Angela Merici          | Sant'Angela Merici                          | 2  | Desenzano del Garda                    | sud                         | 3.700       |        |
| Scoperta-Vaccarolo          | Santa Maria Assunta                         | 4  | Lonato del Garda e Desenzano del Garda | Scoperta e Vaccarolo        | 520         |        |
| Sirmione                    | Santa Maria della Neve                      | 3  | Sirmione                               | centro                      | 450         | [ 55 ] |
| Soiano del Lago             | San Michele arcangelo                       | 1  | Soiano del Lago                        | centro                      | 788         |        |

### Vicariato del Lago Veronese-Caprino
Comprende le 44 parrocchie dei comuni di Affi, Bardolino, Brentino Belluno, Brenzone sul Garda, Caprino Veronese, Castelnuovo del Garda, Cavaion Veronese, Costermano sul Garda, Dolcè, Ferrara di Monte Baldo, Garda, Lazise, Malcesine, Peschiera del Garda, Rivoli Veronese, San Zeno di Montagna e Torri del Benaco; non vi appartengono la parrocchia della frazione Oliosi di Castelnuovo del Garda (vic. Villafranca-Valeggio) e le parrocchie delle frazioni di Ceraino e Volargne di Dolcè (vic. Valpolicella). È composto di tre unità pastorali: 
1. BASSO LAGO
2. GARDA, BARDOLINO, TORRI, MALCESINE - UP SAN GIORGIO
3. BALDO ADIGE.

La popolazione del territorio ammonta a 74.215 unità.
| Parrocchia                | Patrono                                    | UP | Comune                                    | Frazione/Quartiere      | Popolazione | Web           |
| ------------------------- | ------------------------------------------ | -- | ----------------------------------------- | ----------------------- | ----------- | ------------- |
| Affi                      | San Pietro in Vincoli                      | 3  | Affi                                      | centro                  | 1.890       | [ 56 ]        |
| Albarè                    | San Lorenzo martire                        | 3  | Costermano sul Garda                      | Albarè                  | 1.360       | [ 56 ]        |
| Albisano                  | San Martino vescovo                        | 2  | Torri del Benaco                          | Albisano                | 516         |               |
| Bardolino                 | San Nicolò vescovo e San Severo vescovo    | 2  | Bardolino                                 | centro                  | 4.300       | [ 57 ]        |
| Beato Andrea da Peschiera | Beato Andrea da Peschiera                  | 1  | Peschiera del Garda                       | sud, Broglie e Dolci    | 3.600       | [ 58 ] [ 59 ] |
| Belluno                   | San Giovanni Battista                      | 3  | Brentino Belluno                          | Belluno Veronese        | 360         | [ 56 ]        |
| Brentino                  | San Vigilio vescovo                        | 3  | Brentino Belluno                          | Brentino                | 400         | [ 56 ]        |
| Brenzone                  | San Giovanni Battista                      | 2  | Brenzone sul Garda                        | Magugnano               | 446         |               |
| Calmasino                 | San Michele arcangelo                      | 2  | Bardolino                                 | Calmasino               | 1.400       |               |
| Caprino                   | Santa Maria Maggiore                       | 3  | Caprino Veronese                          | centro                  | 4.950       | [ 56 ]        |
| Cassone                   | Santi Benigno e Caro                       | 2  | Malcesine                                 | Cassone                 | 418         |               |
| Castel-Brenzone           | Santa Maria Assunta                        | 2  | Brenzone sul Garda                        | Castello                | 950         |               |
| Castelletto di Brenzone   | San Carlo Borromeo cardinale e arcivescovo | 2  | Brenzone sul Garda                        | Castelletto             | 702         |               |
| Castelnuovo del Garda     | Santa Maria                                | 1  | Castelnuovo del Garda                     | centro                  | 4.665       | [ 60 ] [ 59 ] |
| Castion                   | Santa Maria Maddalena                      | 2  | Costermano sul Garda                      | Castion Veronese        | 550         | [ 61 ]        |
| Cavaion                   | San Giovanni Battista                      | 3  | Cavaion Veronese                          | centro                  | 4.900       | [ 56 ]        |
| Cavalcaselle              | Santi Filippo e Giacomo apostoli           | 1  | Castelnuovo del Garda                     | Cavalcaselle            | 2.710       | [ 62 ] [ 59 ] |
| Cisano                    | Natività di Maria                          | 2  | Bardolino                                 | Cisano                  | 760         | [ 63 ] [ 57 ] |
| Colà                      | San Giorgio martire                        | 1  | Lazise                                    | Colà                    | 1.350       | [ 59 ]        |
| Costermano                | Sant'Antonio abate                         | 2  | Costermano sul Garda                      | centro                  | 816         |               |
| Dolcè                     | Santa Lucia vergine e martire              | 3  | Dolcè                                     | centro                  | 500         | [ 56 ]        |
| Ferrara di Monte Baldo    | Santa Caterina vergine e martire           | 3  | Ferrara di Monte Baldo                    | centro                  | 100         | [ 56 ]        |
| Garda                     | Santa Maria Assunta                        | 2  | Garda                                     | centro                  | 4.012       | [ 64 ]        |
| Incanale                  | San Luca Evangelista                       | 3  | Rivoli Veronese                           | Canale                  | 332         | [ 56 ]        |
| Lazise                    | Santi Zenone e Martino vescovi             | 1  | Lazise                                    | centro                  | 3.300       | [ 59 ]        |
| Lubiara                   | San Giovanni Battista                      | 3  | Caprino Veronese                          | Lubiara                 | 507         | [ 56 ]        |
| Lumini-Prada              | Santa Eurosia vergine e martire            | 2  | San Zeno di Montagna e Brenzone sul Garda | Lumini e Prada          | 159         |               |
| Malcesine                 | Santo Stefano protomartire                 | 2  | Malcesine                                 | centro                  | 3.054       |               |
| Marciaga                  | Santi Filippo e Giacomo apostoli           | 2  | Costermano sul Garda                      | Marciaga                | 230         |               |
| Ossenigo                  | Sant'Andrea apostolo                       | 3  | Dolcè                                     | Ossenigo                | 180         | [ 56 ]        |
| Pacengo                   | San Giovanni Battista                      | 1  | Lazise                                    | Pacengo                 | 1.000       | [ 59 ]        |
| Pai                       | San Marco evangelista                      | 2  | Torri del Benaco                          | Pai                     | 220         |               |
| Pazzon                    | Santi Vito, Modesto e Crescenzia martiri   | 3  | Caprino Veronese                          | Pazzon                  | 880         | [ 56 ]        |
| Peri                      | Santi Filippo e Giacomo apostoli           | 3  | Dolcè                                     | Peri                    | 400         | [ 56 ]        |
| Peschiera del Garda       | San Martino vescovo                        | 1  | Peschiera del Garda                       | centro                  | 3.160       | [ 65 ] [ 59 ] |
| Pesina                    | San Gallo abate                            | 3  | Caprino Veronese                          | Pesina                  | 1.013       | [ 56 ]        |
| Rivalta                   | San Giacomo maggiore apostolo              | 3  | Brentino Belluno                          | Rivalta                 | 440         | [ 56 ]        |
| Rivoli                    | San Giovanni Battista                      | 3  | Rivoli Veronese                           | centro                  | 1.435       | [ 56 ]        |
| San Benedetto di Lugana   | San Benedetto abate                        | 1  | Peschiera del Garda                       | San Benedetto di Lugana | 2.200       | [ 66 ] [ 59 ] |
| San Zeno di Montagna      | San Zeno vescovo                           | 2  | San Zeno di Montagna                      | centro                  | 825         |               |
| Sandrà                    | Sant'Andrea apostolo                       | 1  | Castelnuovo del Garda                     | Sandrà                  | 2.620       | [ 59 ]        |
| Sega                      | San Gaetano Thiene                         | 3  | Cavaion Veronese                          | Sega                    | 750         | [ 56 ]        |
| Spiazzi                   | Sant'Antonio di Padova                     | 3  | Caprino Veronese                          | Spiazzi                 | 200         | [ 56 ]        |
| Torri del Benaco          | Santi Pietro e Paolo apostoli              | 2  | Torri del Benaco                          | centro                  | 1.900       |               |

### Vicariato di Legnago
Comprende le 30 parrocchie dei comuni di Angiari, Bevilacqua, Bonavigo, Boschi Sant'Anna, Castagnaro, Legnago, Minerbe, Roverchiara, San Pietro di Morubio, Terrazzo e Villa Bartolomea e della frazione Villa d'Adige di Badia Polesine; non vi sono comprese le parrocchie delle frazioni Bonavicina e Borgo Bonavicina del comune di San Pietro di Morubio (vic. Bovolone-Cerea). È composto di tre unità pastorali: 
1. LEGNAGO DESTRA ADIGE - UP SAN SALVARO
2. LEGNAGO SINISTRA ADIGE
3. LEGNAGO SUD.

La popolazione del territorio ammonta a 54.142 unità.
| Parrocchia              | Patrono                               | UP | Comune                | Frazione/Quartiere | Popolazione | Web           |
| ----------------------- | ------------------------------------- | -- | --------------------- | ------------------ | ----------- | ------------- |
| Angiari                 | San Michele arcangelo                 | 1  | Angiari               | centro             | 2.185       | [ 67 ]        |
| Begosso                 | San Lorenzo martire                   | 2  | Terrazzo              | Begosso            | 670         |               |
| Bevilacqua              | Sant'Antonio abate                    | 2  | Bevilacqua            | centro             | 1.060       |               |
| Bonavigo                | San Giovanni Battista                 | 2  | Bonavigo              | centro             | 1.275       | [ 68 ]        |
| Canove                  | Sant'Agostino vescovo                 | 2  | Legnago               | Canove             | 700         |               |
| Carpi d'Adige           | Santa Margherita vergine e martire    | 3  | Villa Bartolomea      | Carpi d'Adige      | 1.050       |               |
| Castagnaro              | San Nicolò vescovo                    | 3  | Castagnaro            | centro             | 3.070       | [ 69 ]        |
| Legnago                 | San Martino vescovo                   | 1  | Legnago               | centro             | 4.025       | [ 70 ] [ 67 ] |
| Marega                  | San Giorgio martire                   | 2  | Bevilacqua            | Marega             | 566         |               |
| Menà                    | Sant'Anna                             | 3  | Castagnaro            | Menà               | 1.531       | [ 71 ]        |
| Minerbe                 | San Lorenzo martire                   | 2  | Minerbe               | centro             | 3.264       |               |
| Nichesola               | San Pietro Celestino                  | 2  | Terrazzo              | Nichesola          | 284         |               |
| Orti                    | Sant'Andrea apostolo                  | 2  | Bonavigo              | Orti               | 612         | [ 72 ]        |
| Porto di Legnago        | Santi Pietro e Paolo in Santa Maria   | 2  | Legnago               | Porto              | 6.000       |               |
| Roverchiara             | San Zeno vescovo                      | 1  | Roverchiara           | centro             | 1.650       | [ 67 ]        |
| Roverchiaretta          | Madonna del Carmine                   | 1  | Roverchiara           | Roverchiaretta     | 905         | [ 67 ]        |
| San Marco dei Boschi    | San Marco evangelista                 | 2  | Boschi Sant'Anna      | Boschi San Marco   | 590         |               |
| San Pietro di Legnago   | San Pietro apostolo                   | 1  | Legnago               | San Pietro         | 3.300       | [ 73 ] [ 67 ] |
| San Pietro di Morubio   | Santi Pietro e Paolo apostoli         | 1  | San Pietro di Morubio | centro             | 1.422       | [ 67 ]        |
| San Vito di Legnago     | San Vito martire e Madonna della Pace | 2  | Legnago               | San Vito           | 1.070       |               |
| San Zenone di Minerbe   | San Zeno vescovo                      | 2  | Minerbe               | San Zenone         | 1.101       |               |
| Sant'Anna dei Boschi    | Sant'Anna                             | 2  | Boschi Sant'Anna      | centro             | 824         |               |
| Sant'Antonio di Legnago | Sant'Antonio di Padova                | 1  | Legnago               | Casette            | 3.887       | [ 67 ]        |
| Spinimbecco             | Santa Maria Assunta                   | 3  | Villa Bartolomea      | Spinimbecco        | 1.207       |               |
| Terranegra              | Sant'Antonio di Padova                | 1  | Legnago               | Terranegra         | 3.218       | [ 74 ] [ 67 ] |
| Terrazzo                | San Paolo apostolo                    | 2  | Terrazzo              | centro             | 1.421       |               |
| Vangadizza              | Natività di Maria                     | 1  | Legnago               | Vangadizza         | 1.942       | [ 67 ]        |
| Vigo                    | San Martino vescovo                   | 1  | Legnago               | Vigo               | 1.786       | [ 75 ] [ 67 ] |
| Villa Bartolomea        | San Bartolomeo apostolo               | 3  | Villa Bartolomea      | centro             | 3.300       |               |
| Villa d'Adige           | Natività della Beata Vergine Maria    | 3  | Badia Polesine        | Villa d'Adige      | 1.085       | [ 71 ]        |

### Vicariato della Valpantena-Lessinia
Comprende le 22 parrocchie dei comuni di Bosco Chiesanuova, Cerro Veronese, Erbezzo, Grezzana, Roverè Veronese, San Mauro di Saline e Velo Veronese e delle frazioni Cancello e Moruri di Verona e della frazione di Santissima Trinità di Badia Calavena. È composto di tre unità pastorali: 
1. VALPANTENA
2. CERRO, BOSCO
3. ROVERÈ, VELO.

La popolazione del territorio ammonta a 20.394 unità.
| Parrocchia                  | Patrono                                    | UP | Comune              | Frazione/Quartiere   | Popolazione | Web    |
| --------------------------- | ------------------------------------------ | -- | ------------------- | -------------------- | ----------- | ------ |
| Alcenago                    | San Clemente I papa                        | 1  | Grezzana            | Alcenago             | 700         | [ 76 ] |
| Azzago                      | San Pietro in Vincoli                      | 1  | Grezzana            | Azzago               | 570         |        |
| Bosco Chiesanuova           | San Benedetto abate e San Tommaso apostolo | 2  | Bosco Chiesanuova   | centro               | 1.385       | [ 77 ] |
| Cancello                    | San Salvatore                              | 3  | Verona              | Cancello             | 180         |        |
| Cerro Veronese              | Sant'Osvaldo                               | 2  | Cerro Veronese      | centro               | 2.900       | [ 78 ] |
| Corbiolo                    | Maria Ausiliatrice                         | 2  | Bosco Chiesanuova   | Corbiolo             | 791         |        |
| Erbezzo                     | Santi Filippo e Giacomo apostoli           | 2  | Erbezzo             | centro               | 800         |        |
| Grezzana                    | Sante Maria ed Elisabetta                  | 1  | Grezzana            | centro               | 5.000       | [ 79 ] |
| Lughezzano                  | San Bernardo abate                         | 2  | Bosco Chiesanuova   | Lughezzano-Arzerè    | 400         |        |
| Lugo                        | Sant’Apollinare vescovo e martire          | 1  | Grezzana            | Lugo                 | 2.000       |        |
| Moruri                      | San Zenone vescovo                         | 3  | Verona              | Moruri               | 210         |        |
| Romagnano                   | Sant'Andrea apostolo                       | 1  | Grezzana            | Romagnano            | 602         |        |
| Rosaro                      | San Barnaba apostolo                       | 1  | Grezzana            | Rosaro               | 562         |        |
| Roverè Veronese             | San Nicolò vescovo                         | 3  | Roveré Veronese     | centro               | 852         |        |
| San Francesco di Roverè     | San Francesco d'Assisi                     | 3  | Roveré Veronese     | San Francesco        | 145         |        |
| San Mauro Saline            | San Mauro vescovo veronese                 | 3  | San Mauro di Saline | centro               | 425         |        |
| San Rocco di Piegara        | San Rocco                                  | 3  | Roveré Veronese     | San Rocco di Piegara | 750         |        |
| San Vitale                  | San Vitale martire                         | 3  | Roveré Veronese     | San Vitale           | 212         |        |
| Santissima Trinità di Badia | Santissima Trinità                         | 3  | Badia Calavena      | Santissima Trinità   | 153         |        |
| Stallavena                  | Santo Stefano protomartire                 | 1  | Grezzana            | Stallavena           | 1.154       | [ 76 ] |
| Valdiporro                  | Sant'Antonio abate                         | 2  | Bosco Chiesanuova   | Valdiporro           | 160         |        |
| Velo                        | San Giovanni Battista                      | 3  | Velo Veronese       | centro               | 680         |        |

### Vicariato della Valpolicella
Comprende le 34 parrocchie dei comuni di Fumane, Marano di Valpolicella, Negrar di Valpolicella, Sant'Ambrogio di Valpolicella, Sant'Anna d'Alfaedo, San Pietro in Cariano; sono presenti le parrocchie delle frazioni di Ceraino e Volargne del comune di Dolcè e non vi è compresa la parrocchia della frazione Montecchio di Negrar di Valpolicella (vic. Verona Nord Ovest). È composta di tre unità pastorali: 
1. NEGRAR, PEDEMONTE, SANT'ANNA  - UP S. GIOVANNI PAOLO II
2. SAN FLORIANO, SAN PIETRO - UP BEATO CARLO ACUTIS
3. SANT'AMBROGIO, DOMEGLIARA.

La popolazione del territorio ammonta a 52.473 unità.
| Parrocchia                  | Patrono                            | UP | Comune                        | Frazione/Quartiere          | Popolazione | Web    |
| --------------------------- | ---------------------------------- | -- | ----------------------------- | --------------------------- | ----------- | ------ |
| Arbizzano                   | San Pietro apostolo                | 1  | Negrar di Valpolicella        | Arbizzano                   | 4.150       |        |
| Breonio                     | San Marziale in Santa Maria Regina | 1  | Fumane                        | Breonio                     | 350         | [ 80 ] |
| Bure                        | San Martino vescovo                | 2  | San Pietro in Cariano         | Bure                        | 1.100       |        |
| Castelrotto                 | Sant’Ulderico vescovo              | 1  | San Pietro in Cariano         | Castelrotto                 | 2.250       |        |
| Cavalo                      | San Zeno vescovo                   | 2  | Fumane                        | Cavalo                      | 400         | [ 81 ] |
| Ceraino                     | San Nicolò vescovo                 | 3  | Dolcè                         | Ceraino                     | 185         | [ 82 ] |
| Cerna                       | San Giovanni Battista              | 1  | Sant'Anna d'Alfaedo           | Cerna                       | 295         | [ 80 ] |
| Domegliara                  | Sacro Cuore di Gesù                | 3  | Sant'Ambrogio di Valpolicella | Domegliara                  | 4.520       | [ 82 ] |
| Fane                        | Santi Giorgio e Antonino martiri   | 1  | Negrar di Valpolicella        | Fane                        | 991         | [ 83 ] |
| Fosse                       | Sant'Antonio di Padova             | 1  | Sant'Anna d'Alfaedo           | Fosse                       | 400         | [ 80 ] |
| Fumane                      | San Zeno vescovo                   | 2  | Fumane                        | centro                      | 2.400       | [ 81 ] |
| Gargagnago                  | Santa Maria della Misericordia     | 3  | Sant'Ambrogio di Valpolicella | Gargagnago                  | 1.200       | [ 82 ] |
| Giare                       | Madonna del Carmine                | 1  | Sant'Anna d'Alfaedo           | Giare                       | 155         | [ 80 ] |
| Marano                      | Santi Pietro e Paolo apostoli      | 2  | Marano di Valpolicella        | centro                      | 900         | [ 84 ] |
| Mazzano                     | San Marco evangelista              | 1  | Negrar di Valpolicella        | Mazzano                     | 360         | [ 83 ] |
| Mazzurega                   | San Bartolomeo apostolo            | 2  | Fumane                        | Mazzurega                   | 354         | [ 81 ] |
| Molina                      | Sant’Urbano I papa                 | 1  | Fumane                        | Molina                      | 139         | [ 80 ] |
| Monte                       | San Nicolò vescovo                 | 3  | Sant'Ambrogio di Valpolicella | Monte                       | 420         | [ 82 ] |
| Negrar                      | San Martino vescovo                | 1  | Negrar di Valpolicella        | centro                      | 7.949       | [ 83 ] |
| Pedemonte                   | San Rocco                          | 1  | San Pietro in Cariano         | Pedemonte                   | 3.189       | [ 85 ] |
| Ponton                      | Santa Maria Maddalena              | 3  | Sant'Ambrogio di Valpolicella | Ponton                      | 1.200       | [ 82 ] |
| Prun                        | San Paolo apostolo                 | 1  | Negrar di Valpolicella        | Prun                        | 531         | [ 83 ] |
| Ronconi                     | San Bartolomeo apostolo            | 1  | Sant'Anna d'Alfaedo           | Ronconi                     | 630         | [ 80 ] |
| San Floriano                | San Floriano martire               | 2  | San Pietro in Cariano         | San Floriano                | 2.400       |        |
| San Giorgio di Valpolicella | San Giorgio martire                | 3  | Sant'Ambrogio di Valpolicella | San Giorgio di Valpolicella | 365         | [ 82 ] |
| San Pietro in Cariano       | San Pietro apostolo                | 2  | San Pietro in Cariano         | centro                      | 4.000       | [ 86 ] |
| San Rocco di Marano         | San Rocco                          | 2  | Marano di Valpolicella        | San Rocco                   | 330         | [ 84 ] |
| Sant'Ambrogio Valpolicella  | Sant'Ambrogio vescovo e dottore    | 3  | Sant'Ambrogio di Valpolicella | centro                      | 3.400       | [ 82 ] |
| Sant'Anna d'Alfaedo         | Sant'Anna                          | 1  | Sant'Anna d'Alfaedo           | centro                      | 605         | [ 80 ] |
| Santa Maria in Progno       | Santa Maria                        | 1  | Negrar di Valpolicella        | Santa Maria                 | 2.180       | [ 87 ] |
| Torbe                       | San Pietro apostolo                | 1  | Negrar di Valpolicella        | Torbe                       | 460         | [ 83 ] |
| Vaggimal                    | San Rocco                          | 1  | Sant'Anna d'Alfaedo           | Vaggimal                    | 315         | [ 80 ] |
| Valgatara                   | Santi Fermo e Rustico martiri      | 2  | Marano di Valpolicella        | Valgatara                   | 1.800       | [ 84 ] |
| Volargne                    | San Martino vescovo                | 3  | Dolcè                         | Volargne                    | 1.050       | [ 82 ] |

### Vicariato di Verona Nord Est
Comprende le 21 parrocchie della periferia est e nordest di Verona. È composta di tre unità pastorali: 
1. BORGO VENEZIA
2. SAN MICHELE
3. BASSA VALPANTENA.

La popolazione del territorio ammonta a 71.648 unità.
| Parrocchia                 | Patrono                                          | UP | Comune | Frazione/Quartiere    | Popolazione | Web    |
| -------------------------- | ------------------------------------------------ | -- | ------ | --------------------- | ----------- | ------ |
| Beato Carlo Steeb          | Beato Carlo Steeb                                | 2  | Verona | Borgo Frugose         | 5.000       | [ 88 ] |
| Castiglione                | San Rocco                                        | 2  | Verona | Castiglione           | 870         |        |
| Marzana                    | Ognissanti                                       | 3  | Verona | Marzana               | 1.200       | [ 89 ] |
| Mizzole                    | Santi Pietro e Paolo apostoli                    | 2  | Verona | Mizzole               | 1.000       | [ 90 ] |
| Montorio                   | San Giuseppe in Santa Maria Assunta              | 2  | Verona | Montorio Veronese     | 6.500       | [ 90 ] |
| Novaglie                   | Santa Maria Maddalena                            | 3  | Verona | Novaglie              | 800         | [ 89 ] |
| Pigozzo                    | Santi Nazario e Celso martiri                    | 2  | Verona | Pigozzo               | 150         | [ 90 ] |
| Poiano                     | Santi Pietro e Paolo apostoli                    | 3  | Verona | Poiano                | 2.600       | [ 89 ] |
| Quinto                     | Natività di San Giovanni Battista                | 3  | Verona | Quinto di Valpantena  | 3.434       | [ 89 ] |
| San Felice Extra           | San Felice I papa                                | 3  | Verona | San Felice Extra      | 1.277       | [ 89 ] |
| San Giuseppe Fuori le Mura | San Giuseppe sposo della Beata Vergine Maria     | 1  | Verona | Borgo Venezia         | 6.826       | [ 91 ] |
| San Marco Evangelista      | San Marco evangelista                            | 1  | Verona | Borgo Venezia est     | 3.800       |        |
| San Michele Extra          | San Michele arcangelo                            | 2  | Verona | San Michele Extra     | 5.000       |        |
| San Pancrazio al Porto     | San Pancrazio e Santa Caterina vergine e martire | 1  | Verona | Porto San Pancrazio   | 6.000       |        |
| San Pio X                  | San Pio X papa                                   | 1  | Verona | Borgo Venezia ovest   | 5.000       | [ 92 ] |
| Santa Croce di Verona      | Esaltazione della Santa Croce                    | 1  | Verona | Borgo Santa Croce     | 11.000      | [ 93 ] |
| Santa Maria Addolorata     | Santa Maria Addolorata                           | 1  | Verona | Borgo Trieste         | 4.783       |        |
| Santa Maria della Pace     | Santa Maria della Pace                           | 2  | Verona | Madonna di Campagna   | 6.196       | [ 94 ] |
| Santa Maria in Stelle      | Santa Maria Assunta                              | 3  | Verona | Santa Maria in Stelle | 1.050       | [ 89 ] |
| Sezano                     | San Lorenzo martire                              | 3  | Verona | Sezano                | 150         | [ 89 ] |
| Trezzolano                 | Sant'Andrea apostolo                             | 2  | Verona | Trezzolano            | 150         | [ 90 ] |

### Vicariato di Verona Nord Ovest
Comprende le 17 parrocchie della periferia nordovest di Verona e della frazione Montecchio di Negrar. È composto di tre unità pastorali: 
1. SAN MASSIMO - UP SAN MASSIMO
2. SINISTRA ADIGE - UP MONS. GIUSEPPE CARRARO
3. DESTRA ADIGE - UP SAN PROCOLO.

La popolazione del territorio ammonta a 81.466 unità.
| Parrocchia               | Patrono                                | UP | Comune                 | Frazione/Quartiere     | Popolazione | Web     |
| ------------------------ | -------------------------------------- | -- | ---------------------- | ---------------------- | ----------- | ------- |
| Avesa                    | San Martino vescovo                    | 2  | Verona                 | Avesa                  | 3.500       | [ 95 ]  |
| Borgonuovo               | Beata Vergine Maria in Dall'Oca Bianca | 3  | Verona                 | Borgo Nuovo            | 8.400       | [ 96 ]  |
| Chievo                   | Sant'Antonio abate                     | 3  | Verona                 | Chievo                 | 4.500       |         |
| Croce Bianca             | Ognissanti                             | 1  | Verona                 | Croce Bianca           | 4.300       | [ 97 ]  |
| Montecchio               | Maternità della Beata Vergine          | 2  | Negrar di Valpolicella | Montecchio             | 600         | [ 95 ]  |
| Parona                   | Santi Filippo e Giacomo apostoli       | 2  | Verona                 | Parona di Valpolicella | 4.000       | [ 98 ]  |
| Quinzano                 | Decollazione di San Giovanni Battista  | 2  | Verona                 | Quinzano               | 4.065       | [ 99 ]  |
| Sacro Cuore di Gesù      | Sacro Cuore di Gesù                    | 2  | Verona                 | Ponte Crencano         | 4.750       | [ 100 ] |
| San Domenico Savio       | San Domenico Savio                     | 1  | Verona                 | Borgo Milano           | 3.900       | [ 101 ] |
| San Giuseppe all'Adige   | San Giuseppe                           | 1  | Verona                 | Basson                 | 1.570       |         |
| San Massimo all'Adige    | San Massimo vescovo veronese           | 1  | Verona                 | San Massimo all'Adige  | 8.500       | [ 102 ] |
| Santa Maria Ausiliatrice | Santa Maria Ausiliatrice               | 2  | Verona                 | Ponte Crencano         | 5.450       | [ 103 ] |
| Santa Maria Immacolata   | Santa Maria Immacolata                 | 1  | Verona                 | Borgo Milano           | 7.500       | [ 104 ] |
| Santa Maria Maddalena    | Santa Maria Maddalena                  | 3  | Verona                 | Saval                  | 3.200       | [ 105 ] |
| Santa Maria Regina       | Beata Vergine Regina                   | 3  | Verona                 | Saval                  | 7.900       | [ 106 ] |
| Santi Angeli Custodi     | Santi Angeli Custodi                   | 1  | Verona                 | Stadio                 | 7.000       | [ 107 ] |
| Spirito Santo            | Spirito Santo                          | 3  | Verona                 | Navigatori             | 3.000       |         |

### Vicariato di Verona Sud
Comprende le 19 parrocchie della periferia sud di Verona e dei comuni di Buttapietra e San Giovanni Lupatoto. È composto di quattro unità pastorali: 
1. BORGO ROMA
2. CADIDAVID
3. SANTA LUCIA
4. SAN GIOVANNI - UP SAN GIOVANNI.

La popolazione del territorio ammonta a 102.524 unità.
| Parrocchia               | Patrono                             | UP | Comune                | Frazione/Quartiere    | Popolazione | Web     |
| ------------------------ | ----------------------------------- | -- | --------------------- | --------------------- | ----------- | ------- |
| Buon Pastore             | Gesù Buon Pastore                   | 4  | San Giovanni Lupatoto | ovest                 | 6.000       | [ 108 ] |
| Buttapietra              | Esaltazione della Santa Croce       | 2  | Buttapietra           | centro                | 4.083       |         |
| Ca' di David             | San Giovanni Battista               | 2  | Verona                | Cadidavid             | 8.000       | [ 109 ] |
| Gesù Divino Lavoratore   | Gesù Divino Lavoratore              | 1  | Verona                | Borgo Primo Maggio    | 9.755       | [ 110 ] |
| Golosine                 | Santa Maria Assunta                 | 3  | Verona                | Golosine              | 10.000      |         |
| Madonna della Fraternità | Madonna della Fraternità            | 3  | Verona                | Golosine              | 5.510       |         |
| Madonna della Salute     | Madonna della Salute                | 3  | Verona                | Madonna di Dossobuono | 1.016       | [ 111 ] |
| Marchesino               | Santissimo Redentore                | 2  | Buttapietra           | Bovo-Marchesino       | 2.803       |         |
| Palazzina                | Sant'Andrea apostolo                | 1  | Verona                | Palazzina             | 2.620       | [ 112 ] |
| Pozzo                    | San Gaetano Thiene                  | 4  | San Giovanni Lupatoto | Pozzo                 | 5.500       | [ 113 ] |
| Raldon                   | Santa Maria Maddalena               | 4  | San Giovanni Lupatoto | Raldon                | 6.200       | [ 114 ] |
| Sacra Famiglia           | Sacra Famiglia                      | 2  | Verona                | Cadidavid             | 1.600       | [ 115 ] |
| San Giacomo Maggiore     | San Giacomo maggiore apostolo       | 1  | Verona                | Borgo Roma            | 3.000       | [ 116 ] |
| San Giovanni Evangelista | San Giovanni evangelista            | 3  | Verona                | Santa Lucia           | 6.000       | [ 117 ] |
| San Giovanni Lupatoto    | San Giovanni Battista in Nativitate | 4  | San Giovanni Lupatoto | centro                | 10.000      | [ 108 ] |
| San Zeno alla Z.A.I.     | San Zeno vescovo                    | 3  | Verona                | Z.A.I.                | 800         |         |
| Santa Lucia Extra        | Santa Lucia vergine e martire       | 3  | Verona                | Santa Lucia           | 7.500       | [ 118 ] |
| Santa Teresa di Tombetta | Santa Teresa del Bambino Gesù       | 1  | Verona                | Tombetta              | 5.600       | [ 119 ] |
| Tomba Extra              | San Giovanni Battista               | 1  | Verona                | Tomba                 | 5.700       | [ 120 ] |

### Vicariato di Villafranca-Valeggio
Comprende le 28 parrocchie dei comuni di Castel d'Azzano, Mozzecane, Nogarole Rocca, Povegliano Veronese, Valeggio sul Mincio, Vigasio e Villafranca di Verona e della frazione Oliosi di Castelnuovo del Garda. È composto di quattro unità pastorali: 
1. CASTEL D'AZZANO, VIGASIO
2. POVEGLIANO - UP OGNISSANTI
3. VILLAFRANCA
4. VALEGGIO.

La popolazione del territorio ammonta a 86.444 unità.
| Parrocchia           | Patrono                                   | UP | Comune                                         | Frazione/Quartiere   | Popolazione | Web             |
| -------------------- | ----------------------------------------- | -- | ---------------------------------------------- | -------------------- | ----------- | --------------- |
| Alpo                 | San Giovanni Battista                     | 2  | Villafranca di Verona                          | Alpo                 | 2.100       |                 |
| Azzano               | Santissimo Nome di Maria                  | 1  | Castel d'Azzano                                | Azzano               | 4.015       |                 |
| Bagnolo              | San Martino vescovo                       | 3  | Nogarole Rocca                                 | Bagnolo              | 1.450       | [ 121 ] [ 122 ] |
| Borghetto            | San Marco evangelista                     | 4  | Valeggio sul Mincio                            | Borghetto            | 365         |                 |
| Caluri               | Sant'Antonio di Padova                    | 3  | Villafranca di Verona                          | Caluri               | 1.066       | [ 122 ]         |
| Castel d'Azzano      | Santa Maria Annunziata                    | 1  | Castel d'Azzano                                | centro               | 6.820       |                 |
| Dossobuono           | Santa Maria Maddalena                     | 2  | Villafranca di Verona                          | Dossobuono           | 6.413       |                 |
| Forette              | San Martino vescovo                       | 1  | Vigasio                                        | Forette              | 2.000       |                 |
| Grezzano             | San Lorenzo martire                       | 3  | Mozzecane                                      | Grezzano             | 600         | [ 122 ]         |
| Isolalta             | San Pietro apostolo                       | 1  | Vigasio                                        | Isolalta             | 864         | [ 123 ]         |
| Madonna del Popolo   | Madonna del Popolo                        | 3  | Villafranca di Verona                          | nord                 | 5.872       | [ 124 ] [ 122 ] |
| Mozzecane            | Santi Pietro e Paolo                      | 3  | Mozzecane                                      | centro               | 4.652       | [ 125 ] [ 122 ] |
| Nogarole Rocca       | San Lorenzo martire                       | 3  | Nogarole Rocca                                 | centro               | 760         | [ 121 ] [ 122 ] |
| Oliosi               | Santa Maria Assunta                       | 4  | Castelnuovo del Garda                          | Oliosi               | 793         |                 |
| Pizzoletta           | Maria Immacolata                          | 3  | Villafranca di Verona                          | Pizzoletta           | 1.030       | [ 122 ]         |
| Povegliano           | San Martino vescovo                       | 2  | Povegliano Veronese                            | centro               | 7.124       | [ 126 ]         |
| Pradelle di Nogarole | Santa Maria Assunta                       | 3  | Nogarole Rocca                                 | Pradelle             | 1.360       | [ 121 ] [ 122 ] |
| Quaderni             | San Matteo apostolo                       | 3  | Villafranca di Verona                          | Quaderni             | 1.580       | [ 122 ]         |
| Remelli              | San Giuseppe                              | 4  | Valeggio sul Mincio                            | Remelli              | 700         |                 |
| Rizza                | Beata Maria Vergine del Perpetuo Soccorso | 2  | Castel d'Azzano, Verona, Villafranca di Verona | Rizza                | 2.037       | [ 127 ]         |
| Rosegaferro          | San Girolamo dottore                      | 3  | Villafranca di Verona                          | Rosegaferro          | 1.409       | [ 122 ]         |
| Salionze             | San Giovanni Battista                     | 4  | Valeggio sul Mincio                            | Salionze             | 1.286       |                 |
| San Zeno in Mozzo    | San Zeno vescovo                          | 3  | Mozzecane                                      | San Zeno             | 1.386       | [ 122 ]         |
| Santa Lucia ai Monti | Santa Lucia vergine e martire             | 4  | Valeggio sul Mincio                            | Santa Lucia ai Monti | 500         |                 |
| Tormine              | Sant'Antonio abate                        | 3  | Mozzecane                                      | Tormine              | 334         | [ 122 ]         |
| Valeggio sul Mincio  | San Pietro apostolo                       | 4  | Valeggio sul Mincio                            | centro               | 9.500       | [ 128 ]         |
| Vigasio              | San Zeno vescovo                          | 1  | Vigasio                                        | centro               | 7.000       | [ 123 ]         |
| Villafranca          | Santi Pietro e Paolo apostoli             | 3  | Villafranca di Verona                          | centro               | 10.623      | [ 129 ] [ 122 ] |